# Њубери (Мичиген)
Њубери (енгл. Newberry) град је у америчкој савезној држави Мичиген.

## Демографија
По попису из 2010. године број становника је 1.519, што је 1.167 (-43,4%) становника мање него 2000. године.
| Група             | 2000.         | 2010.         |
| Белци             | 1.857 (69,1%) | 1.333 (87,8%) |
| Афроамериканци    | 518 (19,3%)   | 6 (0,4%)      |
| Азијати           | 18 (0,7%)     | 4 (0,3%)      |
| Хиспаноамериканци | 99 (3,7%)     | 42 (2,8%)     |
| Укупно            | 2.686         | 1.519         |